# Neil Innes
Neil James Innes (Danbury, 9 dicembre 1944 – Tolosa, 29 dicembre 2019) è stato un cantante, attore e polistrumentista britannico, meglio noto per la sua collaborazione con i Monty Python e per aver suonato con la The Bonzo Dog Doo-Dah Band e in seguito con i Rutles.

## Discografia

### Album da solista
- How Sweet to Be an Idiot (1973)
- The Rutland Weekend Songbook (with Eric Idle) (1976)
- Taking Off (1977)
- The Innes Book of Records (1979)
- Off the Record (1982)
- Erik the Viking (soundtrack) (1989)
- Re-Cycled Vinyl Blues (compilation LP, 1994)
- Recollections 1 (2000)
- Recollections 2 (2001)
- Recollections 3 (2001)
- Works in Progress (2005)

### Album con The World
- Lucky Planet (1970)

### Album con i Grimms
- Grimms (1973)
- Rockin' Duck (1973)
- Sleepers (1976)

## Filmografia
- Magical Mystery Tour (1967)
- Monty Python e il Sacro Graal (Monty Python and the Holy Grail, 1975)
- Jabberwocky (1977)
- All You Need Is Cash (1978)
- Brian di Nazareth (Life of Brian, 1979)
- Monty Python Live at the Hollywood Bowl (1982)
- Il missionario (The Missionary, 1982)
- Eric il vichingo (Eric the Viking, 1989)
- The Rutles 2: Can't Buy Me Lunch (2002)
- Gods of Los Angeles (2005)